# 巴西航空工业公司
巴西航空工業有限公司（葡萄牙語：Embraer S.A.，全稱EMpresa BRasileira de AERonáutica S.A.），是巴西的一家航空工業集團，成立于1969年，业务范围主要包括航空業的设计制造以及航空服务，是世界第三大民航飛機製造商。

## 組織簡介
巴西航空工业公司总部位于巴西圣保罗州的聖若澤多斯坎波斯，同时在巴西、中国、法国、葡萄牙、新加坡、美国设有办事机构、工业生产运作和客户服务中心。2003年1月13日，與中国航空工业集团合資成立「哈尔滨安博威飞机工业有限公司」（Harbin Embraer Aircraft Industry Co., Ltd.，HEAI）。2010年9月16日，公司原簡稱的「安博威」（Embraer）升格為正式名稱。
巴西航空工业公司商用喷气飞机分为两大系列：ERJ-145系列及E系列。前者共有四款，分别为50座的ERJ145，50座的ERJ145远程型，44座的ERJ140和37座的ERJ135。後者也有四款，分别为70－80座的E-170，78－88座的E-175，98－114座的E-190和108－122座的E-195，2018年該公司推出升級版E2系列。2000年公司进入公务航空市场，是世界唯一一家提供从超轻型到超大型全系列产品的公务机制造商，产品包括飞鸿100、飞鸿300、莱格赛450、領航500、莱格赛500、領航600、莱格赛600、莱格赛650、世袭1000喷气公务机。此外，巴西航空工业公司还提供全方位的飞机售后服务，包括航材备件、飞机维护、技术支持以及培训服务等。公司生产多种用途的防务飞机，其中包括：情报、侦察与监视（ISR）飞机；教练机和攻击机；以及军用运输机等。

## 子公司
- Neiva – Indústria Aeronáutica Neiva (內瓦航空工業) – 位於巴西聖保羅州博圖卡圖，主要產品是EMB 202農用飛機。
- EAMS – Embraer Aircraft Maintenance Services Inc. (美国田纳西州纳什维尔) – 飞机维修服务。[6]。
- OGMA – Indústria Aeronáutica de Portugal (葡萄牙Alverca do Ribatejo) – 航空器部件维修，修理和制造，以及飞机维修服务。
- Embraer Aircraft Holding, Inc. – 其美国总部，在佛罗里达州劳德代尔堡附近，公司成立于1979年，它的对外关系办公室在华盛顿特区。
- Embraer Aero Seating Technologies - 巴西航空工业公司航空座椅技术公司于 2016 年 9 月在佛罗里达州泰特斯维尔市成立，生产飞机座椅。[6]
- Mesa Unit（位于美国亚利桑那州梅萨）——于 2008 年实施，为飞鸿和萊格賽系列公务机提供维护、维修和大修服务。
- Windsor Locks Unit（位于美国康涅狄格州 Windsor Locks）——于 2008 年实施，以及 Mesa Unit，也在巴西航空工业公司的行政部门执行维护、修理和修订服务。
- Melbourne Unit位于美国佛罗里达州墨尔本）——于 2011 年实施，是美国第一个进行飞机总装的单元。 它生产了一系列高管 Phenom 100 和 Phenom 300。2012 年 11 月，墨尔本工厂的工程和技术中心开始工作。[6]
- ECC Leasing——巴西航空工业公司的内部租赁部门，总部位于爱尔兰都柏林，管理和再营销制造商直接拥有的巴西航空工业公司飞机组合。

## 产品列表

### 通用飞机

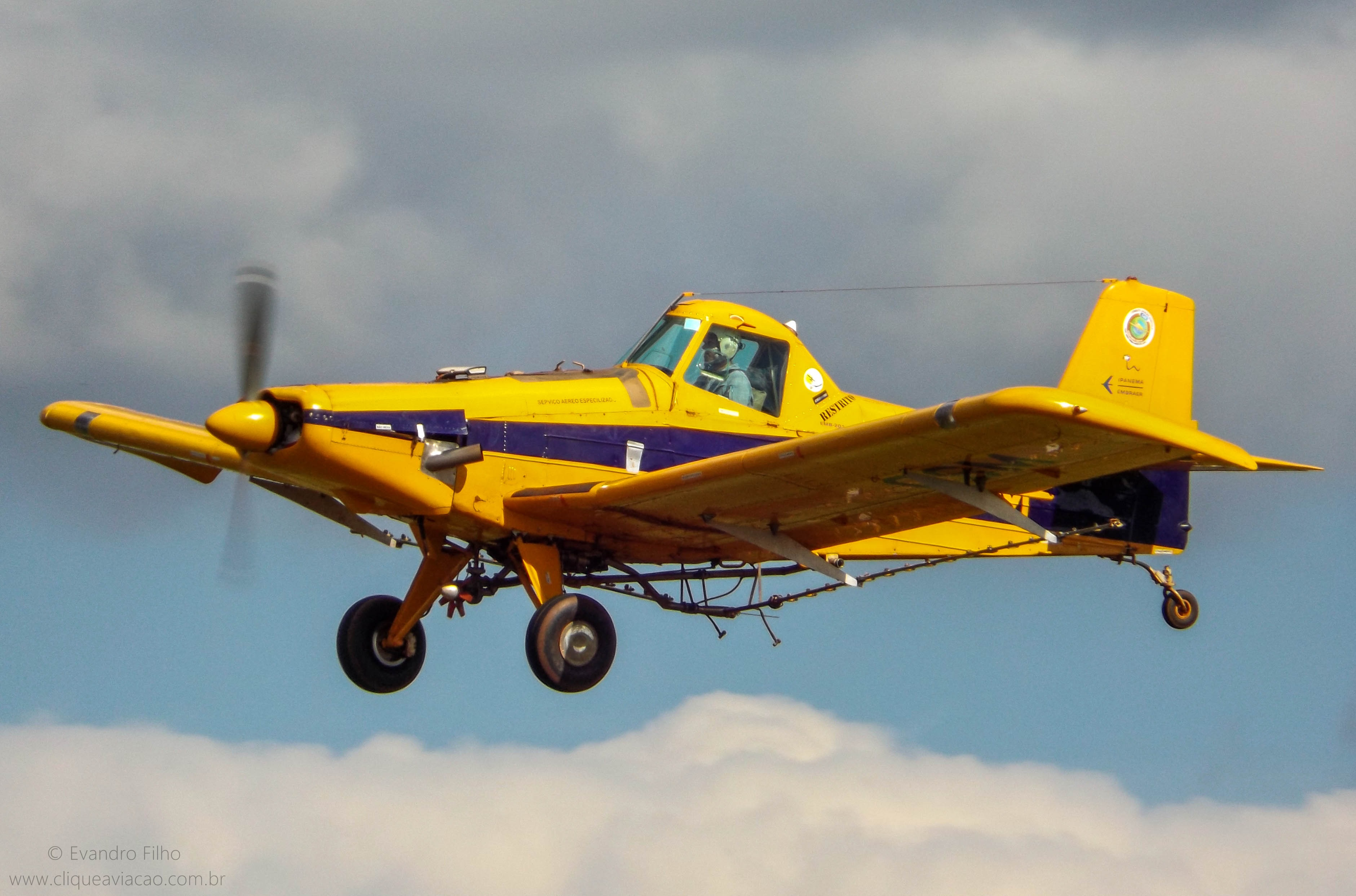
EMB-201A

- EMB 121
- EMB 202（英语：EMB 202 Ipanema）
- EMB711/712（基於派珀PA-28切諾基）
- EMB720/721（基於派珀PA-32（英语：Piper PA-32））
- EMB 810（基於派珀PA-34（英语：Piper PA-34））
- EMB 820（基於派珀PA-31）

### 民航飞机

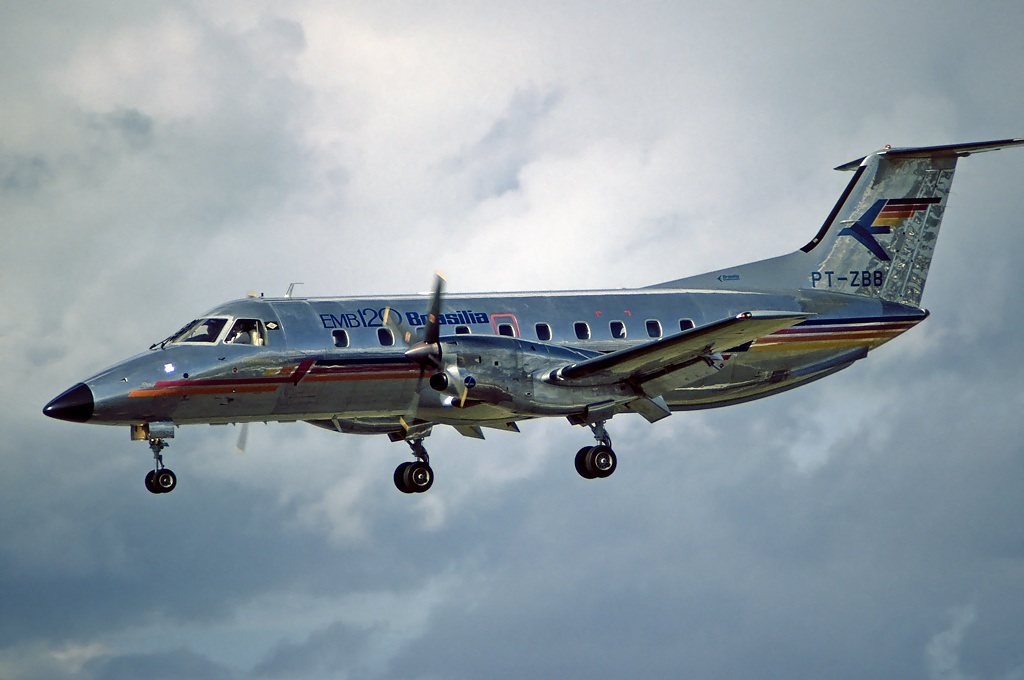
EMB-120於1984年範堡羅航展
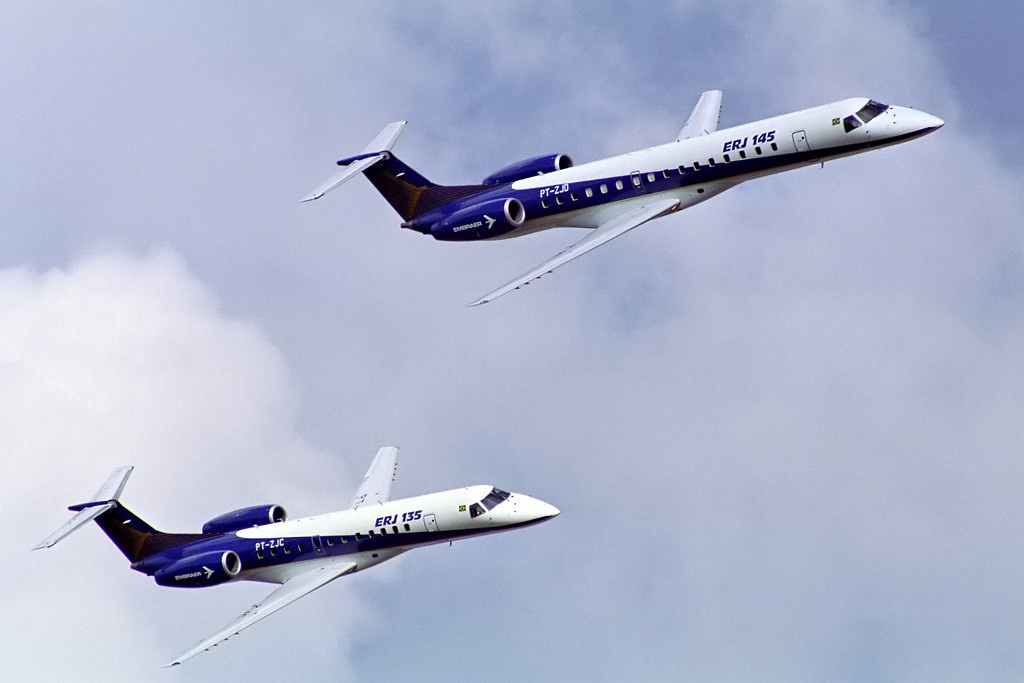
ERJ-135與ERJ-145於2000年範堡羅航展
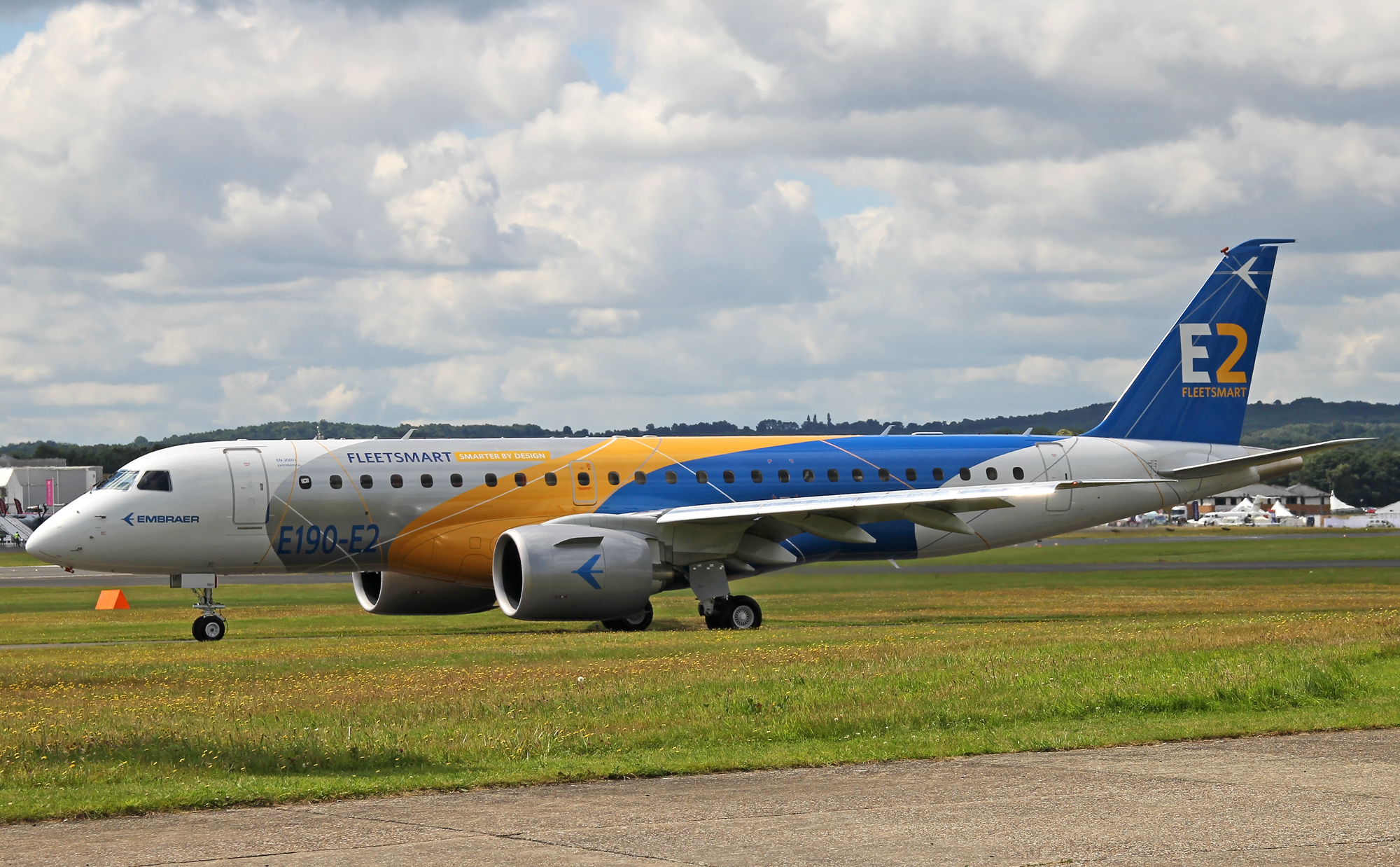
E190-E2於2016年範堡羅航展

- EMB 110
- EMB 120
- CBA 123（英语：Embraer/FMA CBA 123 Vector）
- ERJ系列
- E系列
- E2系列
- 新一代渦槳（英语：Embraer next-generation turboprop）

### 軍用飞机

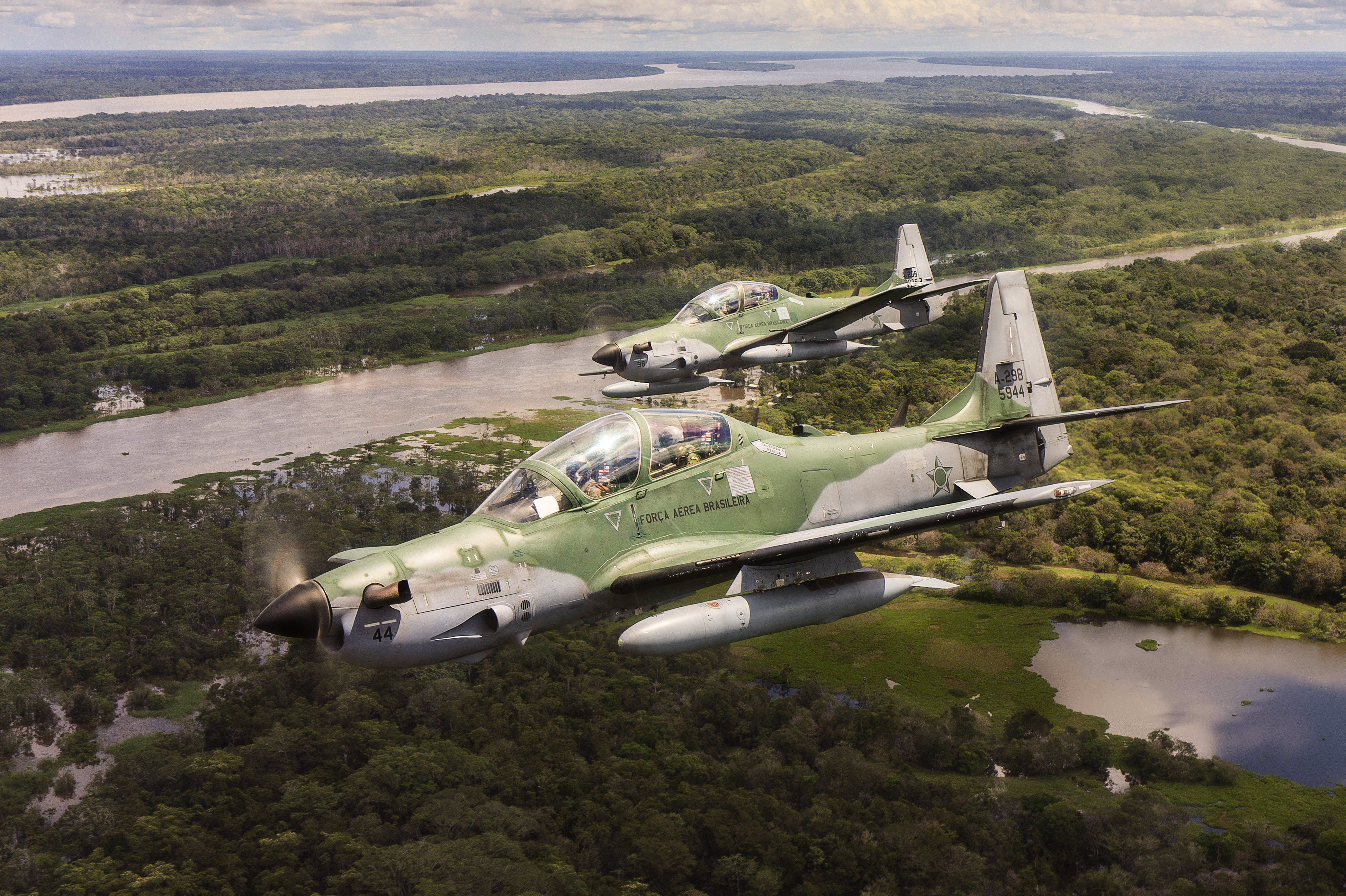
巴西空軍A-29攻擊機
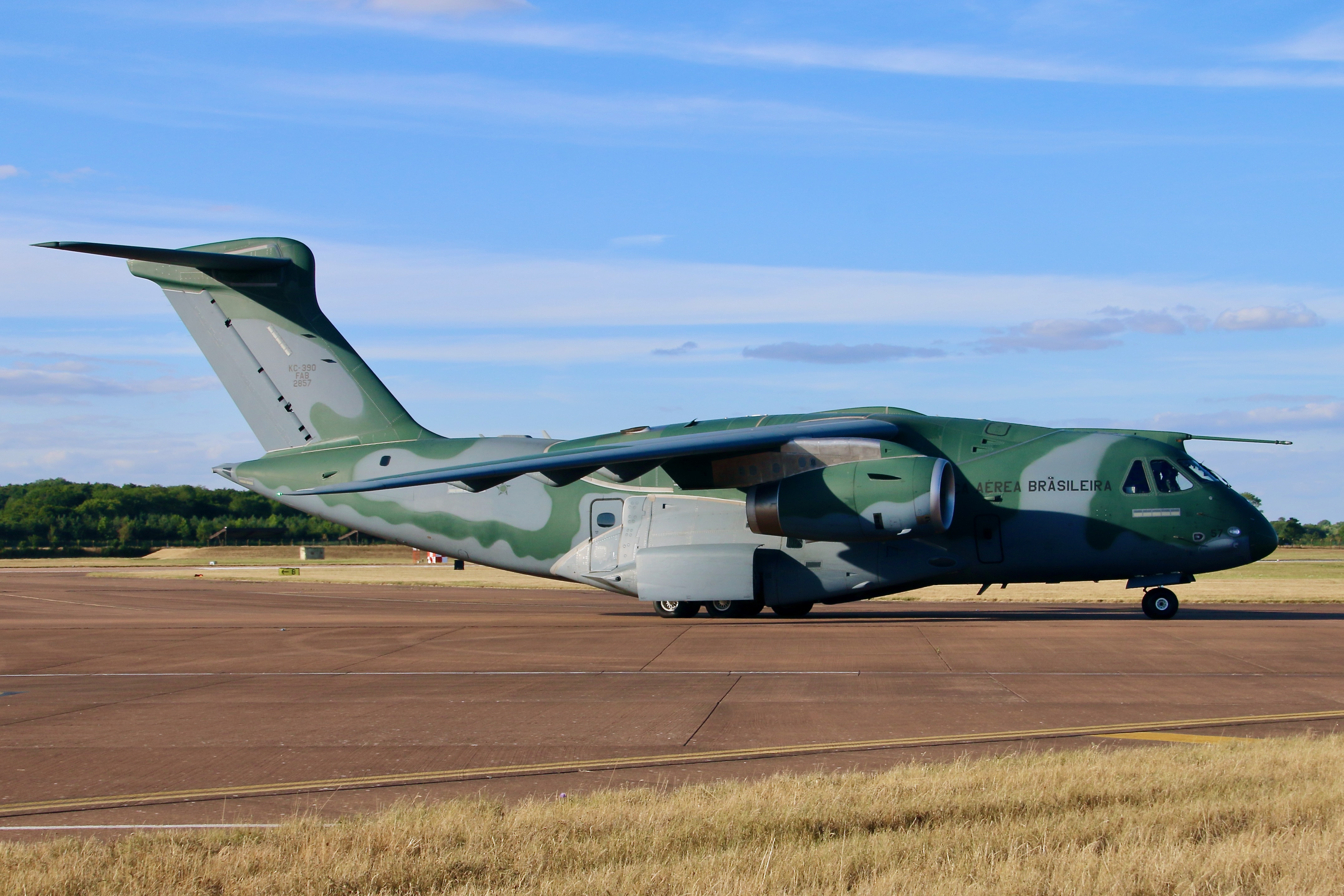
巴西空軍C-390運輸機
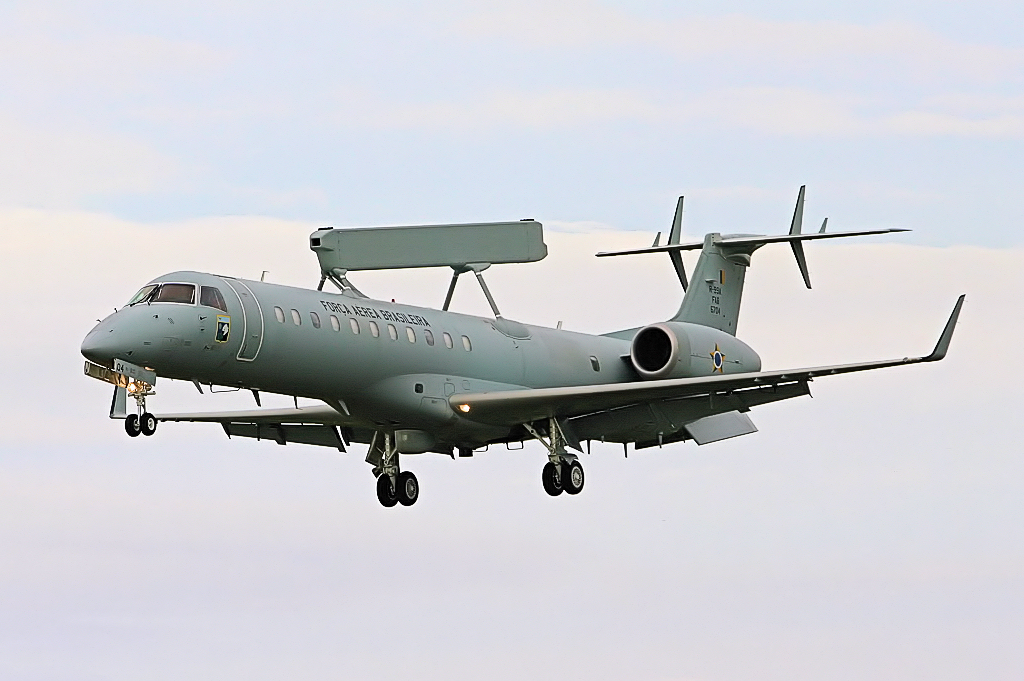
巴西空軍R-99A空中預警機

- EMB 312/A-29超級大嘴鳥攻擊機
- EMB 339（英语：MB-326）
- AMX攻擊機（英语：AMX International AMX）
- C-390運輸機/KC-390空中加油機
- R-99（英语：Embraer R-99） Erieye 空中預警機

### 商務噴射機

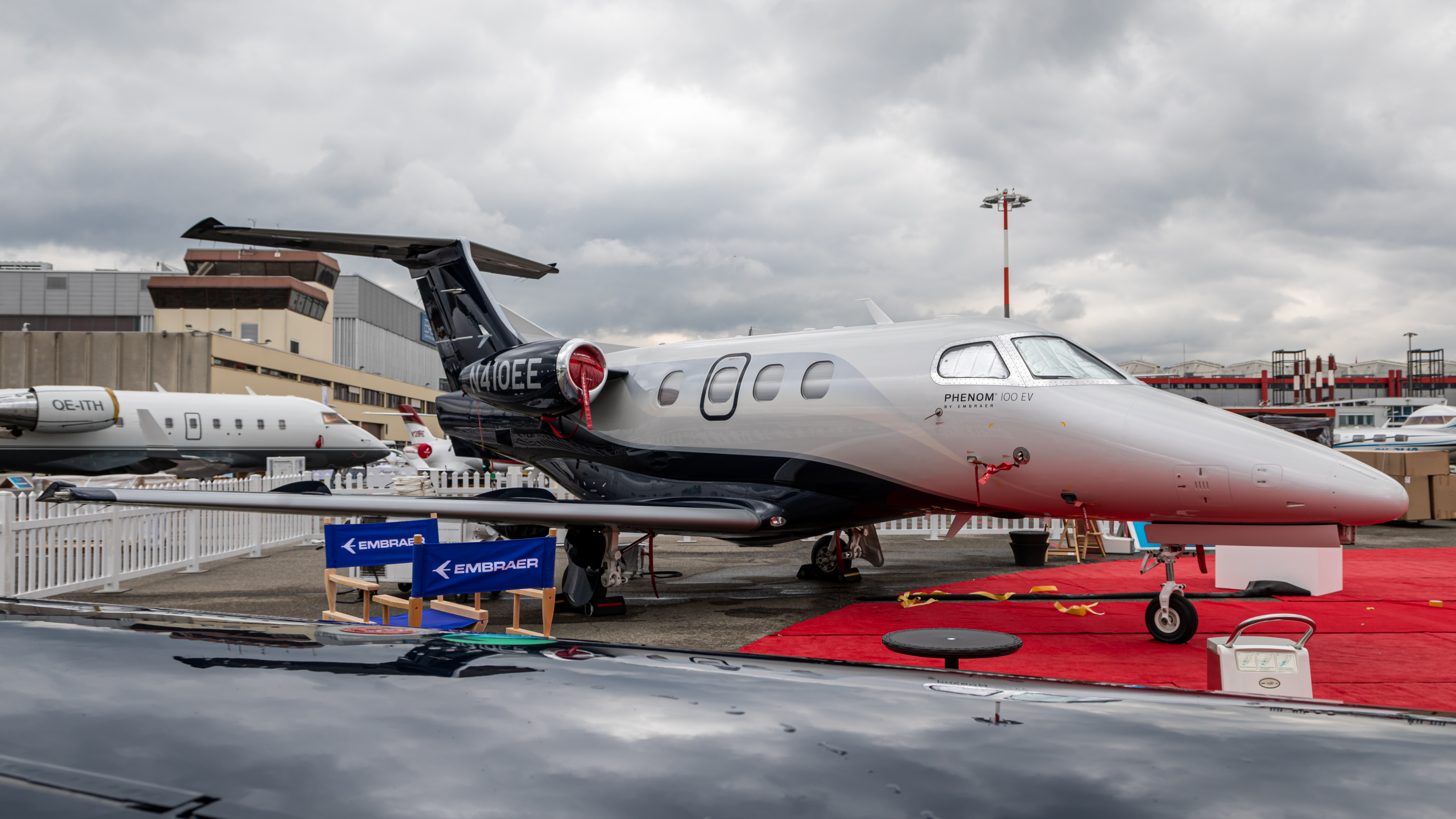
飛鴻100EV
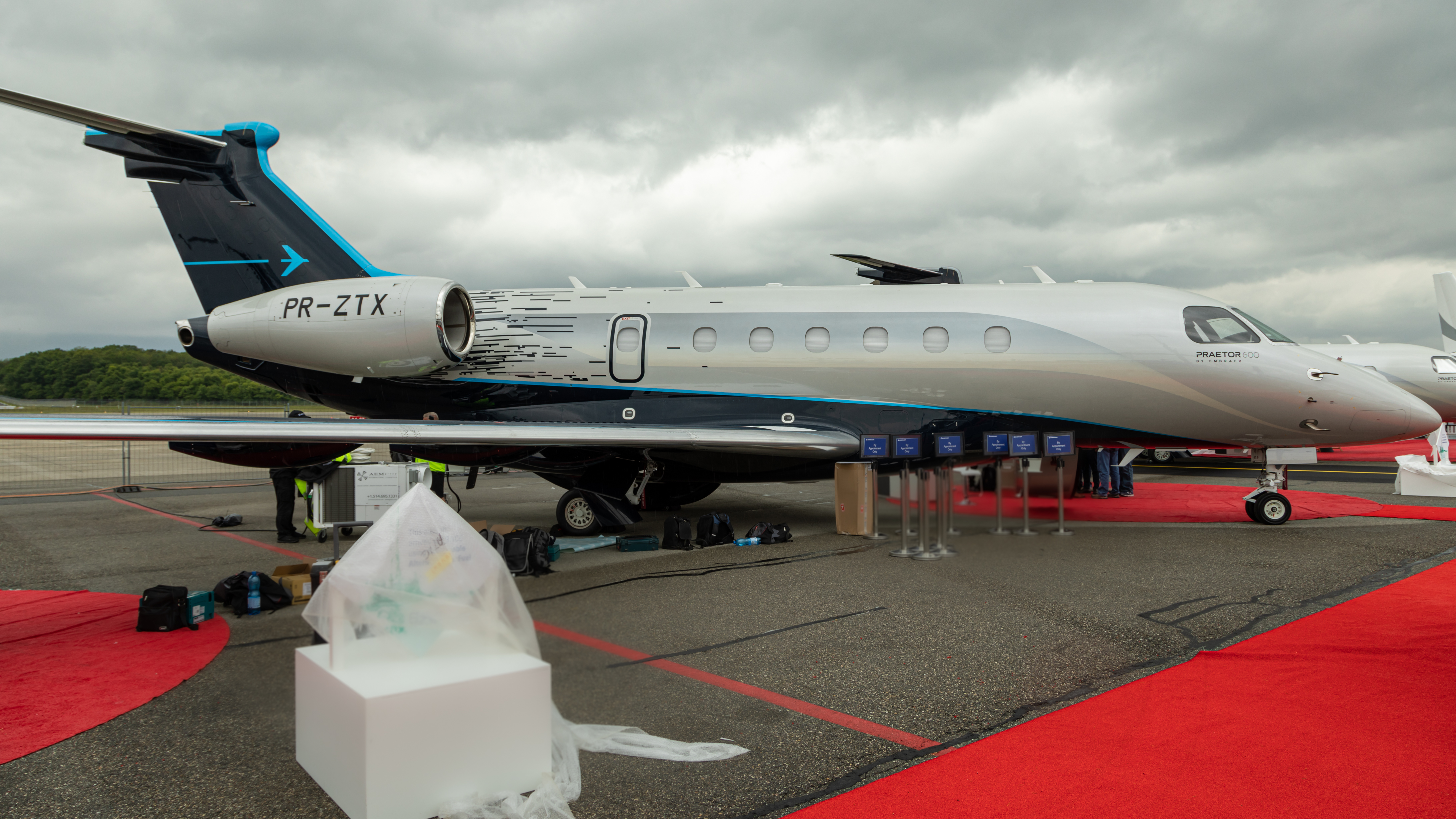
领航600
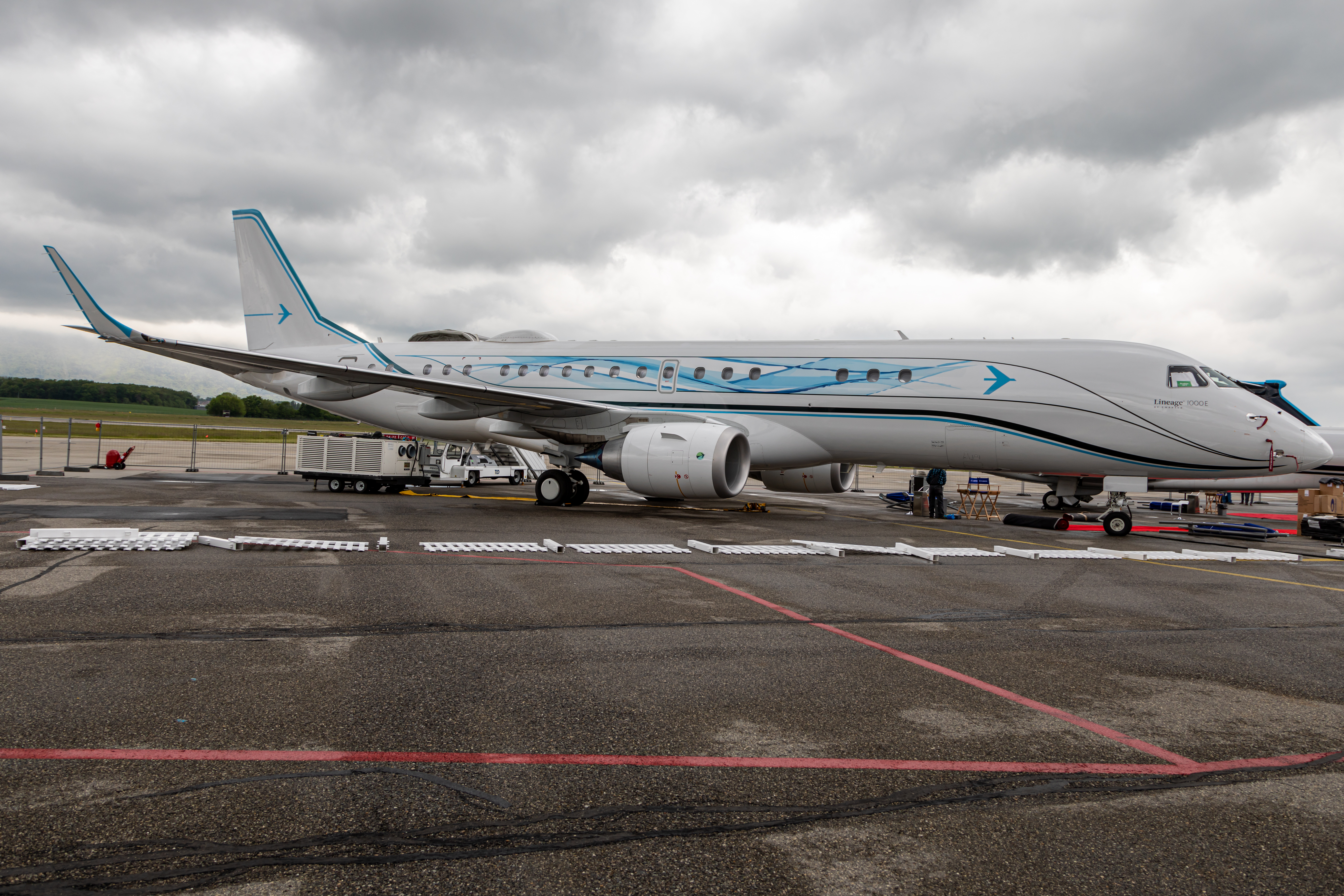
世襲1000E

- 飞鸿100
- 飞鸿300（英语：Embraer Phenom 300）
- 莱格赛450/500和领航500/600（英语：Embraer Legacy 450/500 and Praetor 500/600）
- 莱格赛600/莱格赛650
- 世袭1000（英语：Embraer Lineage 1000）

## 波音收購案
2017年12月21日，美國波音公司和巴西航空工業公司宣布：兩家公司正在商談“潛在合併”事宜，雙方正等待巴西政府明確對這筆交易的態度。
2018年7月5日，波音宣布已經與巴西航空工業簽署了一份諒解備忘錄，根據該協議，巴航工業將其民航飛機業務從公司業務中獨立出來，以此為基礎和波音共同建立合資企業，而波音將以42億美元的價格佔據該合資企業80%的股份，巴航工業則保留剩餘20%的股份，合資公司的運營總部仍然設置在巴西，但是波音將對該公司的運營和管理擁有直接控制權。
2019年1月10日，巴西總統博索納羅宣布批准美國波音公司收購巴西航空工業公司商用客機業務，為這筆交易清除了最大障礙。
2019年1月27日，巴西政府反壟斷監管機構經準美國波音公司與巴西航空工業公司的合併計劃合法。
2019年5月23日波音公司表示，在收購了巴航工業商用客機業務後將把新的合資公司命為波音巴西公司(Boeing Brasil Commercial)，放棄了原本的名稱安博威(Embraer)。 在與波音達成民航飛機收購協議後，巴西航空工業將會聚焦商務噴射機和軍用飛機業務。該協議已經得到了股東的批准，還在等待監管部門的審批。
2019年10月4日，歐盟反壟斷委員會宣布對波音公司與巴西航空工業公司的收購案進行長達五個月的反壟斷調查。
2019年11月18日，波音和巴西航空工業公司宣布將成立一家合資企業，以促進KC-390運輸機的開發與銷售，公司命名為"波音 安博威-防務部"(Boeing Embraer-Defense)，各自佔股一半。
2019年12月3日，擁有巴西航空工業公司少數股權的投資者協會向巴西利亞的反壟斷官員提起申訴，並正在遊說歐盟反壟斷監管機構的支持，以阻止巴西航空工業公司與波音公司之間的收購協議。
2019年12月5日，巴西航空工業公司發表聲明表示：該收購協議有利於巴航工業擴大市場增加銷售，符合股東的利益。
2020年3月18日，巴西政府反壟斷監管機構駁回了投資者協會的反對，維持對波音公司收購巴航工業的支持。
2020年4月25日，巴西航空工業公司發佈公告稱：接到波音公司的通知，終止與巴航工業此前達成的收購協議。

## 延伸閱讀
- , Aviation week, April 23, 2012  [2020-10-08], （原始内容存档于2012-05-02）.

## 外部連結
- 巴西航空工业公司 （英文）（葡萄牙文）（简体中文）
- Centro Histórico da Embraer (巴西航空工業公司歷史中心) （葡萄牙文）
- , Embraer Historical Center,   [2015-10-28], （原始内容存档于2017-04-28）.
- , Embraer Historical Center,   [2015-10-28], （原始内容存档于2016-10-02）.
- , BR: Jetsite, 2006, （原始内容存档于2008-12-08） （葡萄牙语）.
- , SE: Airplanes,   [2015-10-28], （原始内容存档于2020-05-08）.